# Харковска операция (1941)
Харковската операция (наречена Първа битка при Харков от Вилхелм Кайтел) е битка през 1941 г. за град Харков по време на последната фаза на Операция „Барбароса“ между германската 6-а армия от Група армии „Юг“ и Съветския югозападен фронт. Съветската 38-а армия получава заповед да защити града, докато заводите му се демонтират с цел преместване по на изток.
Германската 6-а армия трябва да превземе града, за да затвори разширяващата се пролука между нея и 17-а армия. До 20 октомври германците достигат до западната част на града и той до 24 октомври е превзет от 57-а пехотна дивизия. По това време обаче по-голямата част от промишленото оборудване на Харков вече е било евакуирано или унищожено от съветските власти.

## Значението на Харков

### Харковската железопътна система
През есента на 1941 г. Харков се счита за една от най-важните стратегически бази за железопътни и въздушни връзки на Съветския съюз. Той свързва не само изтока-запада и севера-юга на Украйна, но и няколко централни региона на СССР, включително Крим, Кавказ, Днепър и Донбас.

### Военно значение
Харков е един от най-големите индустриални центрове на Съветския съюз. Един от най-големите приноси в тази насока е съветският танк Т-34, който е проектиран и разработен в Харковския тракторен завод. Той е смятан за най-мощния завод за танкове в страната. Други заводи, които се намират в града, включват Харковския самолетен завод, Харковския завод на НКВД и Харковския турбинен завод. Военната продукция, която е в Харков преди началото на битката, включва: танкове, СУ-2, артилерийски влекачи, 82-мм минохвъргачки, картечни пистолети, боеприпаси и друга военна техника. Основната цел на германските войски е да превземат железопътните и военните заводи, като по този начин правят отчаян опит да запазят индустриалната зона на Харков непокътната. Самият Адолф Хитлер подчертава значението на тези военни заводи, заявявайки:
| „     | Втората по важност територия е Южна Русия, по-специално Донецкия басейн в Харковския регион. Там е базата на руската икономика; ако областта бъде овладяна, това неминуемо би довело до срив на цялата руска (sic – съветска) икономика. | “ |
| [ 4 ] | |   |

### Население на Харков
Харков е един от най-населените съветски градове по време на Втората световна война. Към 1 май 1941 г. има население от 901 000 души. През септември 1941 г. населението се увеличава до 1,5 милиона души, поради многобройните евакуирани хора от други градове. След множеството атаки и смърт, населението на Харков намалява до 180 – 190 000, което е размерът след възвръщането на града през август 1943 г.

## Преди битката

### Последствията от Киев
След битката при Киев на група армии „Център“ е наредено да разгърнат силите си за нападение на Москва и така 2-ра танкова група се насочва на север към Брянск и Курск. Група армии „Юг“ и по-специално командваната от Валтер фон Райхенау 6-а армия и командваната от Карл-Хайнрих фон Щюлпнагел 17-а армия заемат мястото на танковите дивизии. Междувременно основната офанзивна формация на група армии „Юг“ – 1-ва танкова група, командвана от Паул Лудвиг Евалд фон Клайст, е изпратена на юг за настъпление към Ростов на Дон и кавказките нефтени находища, в съответствие с директива № 35 на фюрера. Основната тежест за обслужването на 600 000 военнопленници от Киев пада върху 6-а и 17-а армии, така че докато 1-ва танкова група осигурява германската победа в битката при Мелитопол, тези две армии прекарват следващите три седмици в прегрупиране.
Ставка (съветското върховно командване) с цел стабилизиране на южния флаг изпраща подкрепления в района между Курск и Ростов, за сметка на силите пред Москва. Югозападният фронт, който е унищожен по време на битката при Киев, е възстановен под командването на маршал Семьон Тимошенко, един от способните командири в Червената армия. 6-а, 21-ва, 38-а и 40-а армии са възстановени почти от нулата.

### Напредване към Харков
Поради провеждащата се битка за Москва, германците трябва да защитят фланговете си, поради което на 6 октомври фон Райхенау напредва през Суми и Охтирка в посока Белгород и Харков. На същия ден 17-а армия започва настъплението си от Полтава към Лозова и Изюм, за да защити разтегления фланг на 1-ва танкова армия (бившата 1-ва танкова група). 6-а армия (Родион Малиновски) и 38-а армия (Виктор Циганов) не успяват да проведат координирана отбрана и са изтласкани назад. В началото на битката при Москва Червената армия претърпява голямо поражение при Вязма и Брянск със 700 000 жертви. Отчаяна нужда има от допълнителни войски за защита на съветската столица, а не на Югозападния фронт. Без резерви с които да затвори пробива, Ставка е принудена да отстъпи обратно към Воронеж, за да предотврати падането на южния фланг. 
Въпреки че основните цели на германската армия преди падането на зимата са превземането на Ленинград, Москва и подходите към кавказките нефтени находища, Харков е важна второстепенна цел. Освен необходимостта да защитава фланговете на моторизираните си авангарди, висшето командване на германската армия Главното командване на войските също вижда значението на Харков като индустриален и железопътен център. Завладяването на града означава, че Югозападният и Южният фронт трябва да се върнат обратно към Воронеж и Сталинград като основни транспортни центрове. През втората седмица на октомври дъждовният сезон распутица (сезонът на „калта“) и лошата логистика в района между Днепър и фронта, (всички мостове са унищожени по време на битката, а ледът застрашава понтоните), води до забавяне на офанзивата. Хитлер прехвърля ресурси от 17-а армия към 6-а армия, за да осигури превземането на Харков. Това обаче отслабва силите на 17-а армия, с които да защити фланга на 1-ва танкова армия, и допринася за германското поражение в битката при Ростов. След 17 октомври замръзването на пътищата ги прави по-проходими, но снежните бури и студът започват да затрудняват германците, които не са достатъчно добре екипирани за зимни операции. (Германската армия планира Барбароса да приключи преди падането на зимата.)

## Ход на битката

### Подготовка за превземане на града
Задачата за нападение над Харков е дадена на 55-и армейски корпус, командван от генерал от пехотата Ервин Фиров. Този корпус разполага със 101-ва лека пехотна дивизия, командвана от генерал лейтенант Йозеф Браунер фон Хайдринген, настъпващата от север 57-а пехотна дивизия, командвана от генерал-майор Антон Достлер и настъпващата от юг 100-тна лека пехотна дивизия, която не участва в битката. Две от трите батареи на 197-и батальон САУ, командван от хауптман Курт фон Барисани са придадени към 57-а пехотна дивизия, за да се осигури близка огнева поддръжка по време на нападението.
За отбраната на Харков 216-а стрелкова дивизия е повторно формирана, след като е напълно унищожена в битката при Киев. Тя не получава почти никаква поддръжка от други дивизии или от по-големи военни формирования, защото 38-а армия е в процес на стратегическо отстъпление и отбраната на Харков е необходима само докато оборудването на заводите се евакуира напълно.

### Боеве в западния край на града (20 – 23 октомври)

#### 101-ва лека дивизия
До 21 октомври 101-ва лека дивизия достига до линията на около шест километра западно от Харков. 228-и лек полк действа като авангард на дивизията, като 1-ви и 3-ти батальон заемат отбранителни позиции на фронта, а 2-ри батальон е оставен в резерв. На 22 октомври полкът получава заповед да проведе рекогносцировка, за да получи информация за силите на противника. На същия ден по обяд полкът е атакуван от съветски пехотен батальон, подкрепен от танкове. Атаката е отблъсната и два танка са извадени от строя. Същата вечер информацията от разузнаването е предадена по радио на щаба на дивизията. 216-а стрелкова дивизия заема западните части на града, създава картечни и минометни гнезда, и минирани полета.
За атаката, 3-ти батальон (десния фланг на полка) е подсилен с две оръдия от дивизионната артилерия. Осемдесет и пети артилерийски полк с рота от инженерни войски и 88-милиметрово противовъздушно оръдие. Втори батальон получава същите подкрепления, но без ПВ оръдие. 1-ви батальон е оставен като полкови резерв. Първият батальон на 229-и лек полк получава заповед да защитава левия фланг на 228-и. Часът на атаката е определен по обяд и тя трябва да се извърши заедно с 57-а пехотна дивизия.
В 11:00 часа е установена връзка между 85-и артилерийски и 228-и лек полк. Артилерията не е готова в определеното време, което налага отлагане на нападението. Междувременно противотанковата рота, която е затънала в тинята по-назад, най-накрая пристига на фронта и получава заповед да придаде по един 37-милиметров противотанков взвод към всеки фронтови батальон. В 14:25 часа артилерията е готова, а атаката е определена за 15:00 часа.

### Нападение на града (23 – 24 октомври)
Евакуацията на индустриалните предприятия започва преди германците да имат шанс да атакуват. До 20 октомври 1941 г. тя на практика завършва. Триста и двадесет влака са изпратени с оборудването на 70 големи завода. Харков е превзет от 6-а армия на фон Райхенау на 24 октомври 1941 г.

## Окупация на Харков
Градът попада под първата си окупация, която продължава до 16 февруари 1943 г. Харков никога не става част от Райхскомисариат Украйна поради близостта му с фронта. Щабът на 55-и армейски копрус действа като администрация, използвайки 57-а пехотна дивизия като окупационна войска. Генерал-майор Антон Достлер е губернатор (Stadtkommandant) на града до 13 декември, когато е заменен от генерал-лейтенант Алфред фон Путкамер, а Харков става част от 6-а армейска област и преминава под съвместното ръководство на губернатора и Field Command 757.
Германските войски, действащи на базата на Райхенау-Бефел, издадена на 10 октомври (на практика заповед да се избиват всички, свързани с комунизма), тероризират населението, останало след битката. Много от труповете на съветските командири са провесени от балкони, за да всяват страх в останалото население. Много хора започват да бягат, създавайки хаос.
В ранните часове на 14 ноември множество сгради в центъра на града са взривени чрез дистанционни взриватели, поставени от отстъпващата Червена армия. Сред жертвите е командира (генерал-лейтенант Георг Браун) и щаба на 68-а пехотна дивизия. Германците арестуват около 200 цивилни (предимно евреи) и ги обесват на балконите на големи сгради. Други 1000 са взети като заложници и интернирани в хотел International на площад Дзержински. Всички тези военни престъпления са извършени от фронтови командири от германската войска, а не от войската на SS.
На 14 декември губернаторът заповядва еврейското население да бъде изпратено в селище до Харковския тракторен завод. За два дни там са събрани 20 000 евреи. Sonderkommando 4a, командван от СС-Щандартенфюрер Пол Блобел от Айнзацгрупа C започва да избива евреите през декември, което продължава през целия януари в т.нар. душегубка. Душегубката представлява модифициран камион, който събира до 50 души; движи се из града и бавно убива хората, които са затворени в него с въглероден оксид, който се създава от самото превозно средство и се насочва в херметично затворената част от камиона. Жертвите умират от отравяне с въглероден оксид и асфиксия.
Германската армия реквизира големи количества храна, която се използва от войските, създавайки огромен недостиг в Украйна. До януари 1942 г. около една трета от останалите 300 000 жители на града гладуват. Мнозина от тях умират в студените зимни месеци.
В резултат на битките в Харков градът е в руини. Десетки архитектурни паметници са унищожени, множество художествени съкровища са изнесени. Един от най-известните автори на Съветския съюз Алексей Николаевич Толстой пише: „Видях Харков. Сякаш беше Рим през V век. Огромно гробище ...“